# 서이연 (가수)
서이연(본명: 권윤미, 1984년 ~ )은 대한민국의 가수이다. 2017년 싱글 《쿵쿵쿵》으로 데뷔했다.

## 방송
- 히든싱어 3 (2014) - 인순이 편 3위
- 히든싱어 5 (2018) - 양희은 편 3위

## 음반
- 쿵쿵쿵 (2017)